# Māmūkh-e Soflá
Māmūkh-e Soflá (persiska: ماموخ سفلى, مامق پائين, ماموق پا ییین) är en ort i Iran.   Den ligger i provinsen Kurdistan, i den nordvästra delen av landet, 400 km väster om huvudstaden Teheran. Māmūkh-e Soflá ligger 1 832 meter över havet och antalet invånare är 132.
Terrängen runt Māmūkh-e Soflá är kuperad. Runt Māmūkh-e Soflá är det ganska tätbefolkat, med 222 invånare per kvadratkilometer. Närmaste större samhälle är Bāyanchūb, 9,1 km norr om Māmūkh-e Soflá. Trakten runt Māmūkh-e Soflá består i huvudsak av gräsmarker.